# Anolis squamulatus
Espèce
Synonymes
- Dactyloa squamulatus (Peters, 1863)
- Dactyloa squamulata (Peters, 1863)

Anolis squamulatus est une espèce de sauriens de la famille des Dactyloidae. 

## Répartition
Cette espèce est endémique du Venezuela. Elle se rencontre en Aragua, au Cojedes, au La Guaira et au Carabobo.

## Publication originale
- Peters, 1863 : Über einige neue Arten der Saurier-Gattung Anolis. Monatsberichte der Königlich preussischen Akademie der Wissenschaften zu Berlin, vol. 1863, p. 135-149 (texte intégral).